# Coptocycla
Coptocycla is een geslacht van kevers uit de familie bladkevers (Chrysomelidae).
De wetenschappelijke naam van het geslacht werd in 1837 gepubliceerd door Louis Alexandre Auguste Chevrolat.

## Soorten
- Coptocycla adamantina (Germar, 1824)
- Coptocycla arcuata (Swederus, 1787)
- Coptocycla contemta (Boheman, 1855)
- Coptocycla robusta (Spaeth, 1936)
- Coptocycla undecim-punctata (Fabricius, 1781)